# Капо-Грациано
Культура Капо-Грациано — археологическая культура, существовавшая на Эолийских островах (ныне Италия) в период 1800—1400 гг. до н. э. Вытеснила культуру Милаццо. Культура поддерживала широкие торговые связи с Эгейским миром.
Керамика культуры Капо-Грациано имела явные аналоги на Мальте (период сооружения храма Таршиен, около 2500—1500 г. до н. э.).
Керамика Капо-Грациано чаще всего имеет формы чаш и мисок, украшенных выдавленным геометрическим узором.